# Nanchez
Nanchez es una comuna nueva francesa situada en el departamento de Jura, de la región de Borgoña-Franco Condado.

## Historia
Fue creada el 1 de enero de 2016, en aplicación de una resolución del prefecto de Jura de 14 de diciembre de 2015 con la unión de las comunas de Chaux-des-Prés y Prénovel, pasando a estar el ayuntamiento en la antigua comuna de Chaux-des-Prés.
El 1 de enero de 2019 absorbió las comunas de Les Piards y Villard-sur-Bienne.

## Demografía
Según los datos aportados en la última resolución del prefecto de Jura, la comuna nueva pasa a tener 818 habitantes.

## Composición
| Comuna fusionada   | Código INSEE | Población (2016) | Superficie (km²) | Densidad (hab./km²) |
| ------------------ | ------------ | ---------------- | ---------------- | ------------------- |
| Chaux-des-Prés     | 39130        | 179              | 7.79             | 23                  |
| Les Piards         | 39417        | 165              | 5.29             | 31                  |
| Prénovel           | 39442        | 275              | 8.2              | 34                  |
| Villard-sur-Bienne | 39562        | 181              | 10.37            | 17                  |